# Einsweiter
EINSWEITER – Magazin für Veränderung war von 2008 bis Ende 2013 ein Magazin des Fernsehsenders Einsfestival, dem Vorgänger von One. Die Fortsetzung lief bis Ende 2015 unter dem Titel EINSWEITERgefragt.

## Konzept und Ausstrahlung
Das Trend- und Lifestyle-Magazin richtete sich an junge Zuschauer. Die Themen handelten häufig von neuen Entwicklungen, Trends und Zeitgeisterscheinungen. Moderiert wurde die Sendung. die ab dem 29. September 2008 ausgestrahlt wurde, von Anja Backhaus, Thilo Jahn und Nadia Kailouli Zunächst wurde EINSWEITER um 21:00 Uhr gesendet, ab September 2009 lief es von Montag bis Freitag um 20:01 Uhr und ersetzte die bis dahin zu diesem Zeitpunkt im Programm ausgestrahlte Tagesschau.
Ursprünglich lief EINSWEITER fünfmal die Woche, bis eine Sendung pro Woche durch die Extraausgabe EINSWEITERgefragt ersetzt wurde. Während das Magazin Ende 2013 eingestellt wurde, wurde EINSWEITERgefragt bis Ende 2015 fortgesetzt.

## Sendung

### Moderation
Erster Moderator der Sendung war Max von Malotki, der sie bis Ende 2010 moderierte. 2010 kam Sabine Heinrich als Schwangerschaftsvertretung von Anja Backhaus, die die Sendung ab 2009 moderierte, zum Moderatorenteam. Auch nach der Rückkehr von Backhaus moderierte Heinrich noch gelegentlich. Bianca Hauda kam als Moderatorin von EINSWEITERgefragt hinzu. Im Sommer 2010 moderierten Vasco Boenisch und Andrea Losleben vertretungsweise die Sendung. Im Januar 2011 kamen Thilo Jahn und Nadia Kailouli hinzu, die nun zusammen mit Anja Backhaus das feste Team bildeten.

### Rubriken
In der Sendung gab es mehrere feststehende Rubriken; so wurden in „Presse Reloaded“ aktuelle Texte aus Print und Web kritisch thematisiert. 
In den Rubriken „Backhaus' Welt“, „Kailoulis Welt“ und „Jahns Welt“ suchten die drei Moderatoren für kurze Beiträge ihre Lieblingsplätze auf oder interviewten Leute des Zeitgeschehens. Oft testeten sie dabei auch besondere Tätigkeiten aus; sie kochten, nähten, flogen, klebten oder produzierten selbst. Die Beiträge waren in der Regel Übernahmen oder Wiederholungen von anderen Magazinsendungen der ARD-Sendeanstalten und der Dritten Programme. Am Ende jeder Folge wurde ein Foto eines Sonnenuntergangs gezeigt. Die Fotos waren von Zuschauern eingeschickt worden.

## Extraausgaben
Freitags gab es eine Talkausgabe der Sendung mit dem Titel EINSWEITERgefragt, in der jeweils ein Studiogast interviewt wurde. Als Einsweiter nicht mehr durchgängig ausgestrahlt und eine Sommerpause einlegt wurde, zeigte man ersatzweise Wiederholungen von EINSWEITERgefragt.

## Spezialsendungen
Zu aktuellen Anlässen wurde EINSWEITERspeziell gesendet; dabei verließen die Moderatoren das Studio und erkundeten Ausstellungen oder andere Veranstaltungen.
Während der Berlinale gab es in den ersten Jahren die Spezialsendung EINSWEITER Berlinale Tagebuch unter Beteiligung des RBB. Moderator und Reporter war Arndt Breitfeld. In der Rubrik „EinsDrauf“ kommentierte Nina Queer täglich das Geschehen. EINSWEITER Berlinale Tagebuch lief 2012 zum letzten Mal.